# كارلوس إمبالو
كارلوس إمبالو (بالبرتغالية: Carlos Apna Embaló) هو لاعب كرة قدم برتغالي في مركز الوسط، ولد في 25 نوفمبر 1994 في بيساو في غينيا بيساو. لعب مع كوسينزا كالشيو ونادي ألكوركون ونادي باليرمو ونادي بريشيا ونادي تشافيس ونادي كاربي ونادي ليتشي ونادي يوبين.

## وصلات خارجية
- كارلوس إمبالو على موقع قاعدة بيانات كرة القدم.إي يو (الإنجليزية)
- كارلوس إمبالو على موقع ناشيونال فوتبول تيمز (الإنجليزية)
- كارلوس إمبالو على موقع Soccerway.com (الإنجليزية)
- كارلوس إمبالو على موقع AS.com (الإسبانية)